# 甲骨文云
甲骨文云（Oracle Cloud）是甲骨文公司提供的云计算服务，甲骨文公司管理的数据中心通过全球网络向用戶提供服务器、存储、网络、应用和服务。
甲骨文云提供基礎設施即服務（IaaS，2016年10月20日發佈）、平台即服务（PaaS）、软件即服务（SaaS）和数据即服务（DaaS）。这些服务用于在云中构建、部署、集成和扩展应用程序。甲骨文云支持众多开放标准（SQL、HTML5、表现层状态转换等）、开源应用（Kubernetes、Apache Hadoop、Kafka等）以及各种编程语言、数据库、工具和框架，包括Oracle专用、开源和第三方软件和系统。